# فروشنده‌ها (فیلم)
فروشنده‌ها (به انگلیسی: Clerks) یک فیلم مستقل ۹۲ دقیقه‌ای در ژانر کمدی به کارگردانی کوین اسمیت با بازی برایان اوهالوران محصول ایالات متحده آمریکا است.

## خلاصه داستان
وقتی «دانته هیکس» (برایان اوهالوران) مجبور می‌شود در روز استراحتش، شیفت فروشندگی را در «کوئیک استاپ» به عهده بگیرد، سعی می‌کند - اگرچه با اکراه - وظیفهٔ فروشندگی کم اجر خود را، با قابلیت هر چه تمام‌تر انجام دهد. در همین حال «رندال» (جف اندرسون)، دوست صمیمی‌اش در مغازهٔ مجاور که کارش اجارهٔ نوارهای ویدئوئی است، مشغول به کار است. نگرش تحقیرآمیز «رندال» به کار درست در نقطهٔ مقابل تلاش «دانته» است.

## مشروح داستان
در روز مرخصی خود، دانته هیکس، فروشندهٔ فروشگاه خواربار کوییک‌استاپ در لئوناردو، نیوجرسی، با تماس تلفنی رئیسش موظف می‌شود شیفت صبح یکی از کارکنان را پوشش دهد. دانته درخواست می‌کند که کارش تا ظهر تمام شود تا بتواند در یک بازی هاکی با دوستانش شرکت کند و رئیس خودش بعد از او بیاید. وقتی به فروشگاه می‌رسد، متوجه می‌شود که قفل‌های کرکره‌های امنیتی با آدامس مسدود شده‌اند؛ بنابراین پارچه‌ای را با نوشتهٔ «باور کنید، باز هستیم!» با واکس کفش روی کرکره‌ها می‌چسباند و پیوسته با خود تکرار می‌کند: «اصلاً قرار نبود امروز اینجا باشم.»
نخستین مشتری روز مردی است که تلاش می‌کند مشتریانی را که برای خرید سیگار آمده‌اند متقاعد کند به‌جای آن آدامس برند «چولی» بخرند. او کیسه‌ای نشان می‌دهد که ادعا می‌کند حاوی ریه‌ای انسانی است که بر اثر قیر حاصل از مصرف سیگار دچار آسیب شده. جمعیتی گرد دانته جمع می‌شوند و با تأثیرپذیری از سخنان پرشور آن مرد، او را به‌خاطر فروش سیگار مقصر سرطان می‌دانند. دوست‌دختر دانته، ورونیکا لاگران، وارد می‌شود، جمعیت را با خاموش‌کنندهٔ آتش آرام می‌کند و مرد را که مشخص می‌شود نمایندهٔ فروش چولی است، به همراه جمعیت بیرون می‌اندازد و آن‌ها را به‌خاطر هدر دادن زندگی‌شان سرزنش می‌کند.
کمی بعد، دانته و ورونیکا پشت پیشخوان در مورد وضعیت روحی فعلی دانته صحبت می‌کنند. او سپس با یکی از دوست‌پسران سابق خود، مشتری‌ای به‌نام ویلیام بلک روبه‌رو می‌شود و به دانته اعتراف می‌کند که در گذشته با بلک بلع مایع منی  کرده و پیش از رابطهٔ فعلی‌شان به ۳۶ مرد دیگر آمیزش دهانی انجام داده‌است. دانته با حسادت این گذشته را بدتر از روابط جنسی خودش می‌داند که شامل رابطه با دوازده زن قبل از ورونیکا بوده. ورونیکا از بی‌احساسی دانته خشمگین شده و با عصبانیت بیرون می‌رود.
دوست صمیمی دانته، رندال گریوز، که مردی شوخ‌طبع و بی‌علاقه به کار است، با تأخیر زیاد به محل کارش در فروشگاه کرایهٔ ویدئویی آراس‌تی در همسایگی کوییک‌استاپ می‌رسد، هرچند بیشتر وقتش را با دانته در کوییک‌استاپ می‌گذراند. دانته از او می‌شنود که دوست‌دختر خیانت‌کار پیشینش، کایتلین بری، که هنوز به‌طور پنهانی با او در ارتباط است، نامزد کرده‌است. برخی از مشتریانی که به فروشگاه می‌آیند خشمگین و طلب‌کارند، برخی بی‌خبر و بی‌ادب، و برخی دیگر به‌طرز غافلگیرکننده‌ای خردمند.
در زمان ناهار، دانته و ورونیکا گذشته‌های جنسی خود را با هم آشتی می‌دهند. دانته باخبر می‌شود که رئیسش در ورمانت در تعطیلات است و خودش باید تمام روز فروشگاه را اداره کند. او دوستانش را متقاعد می‌کند که بازی هاکی را روی پشت‌بام فروشگاه برگزار کنند و برای مدتی فروشگاه را می‌بندد. پس از دوازده دقیقه، مشتری‌ای عصبانی می‌رسد، دانته را وادار به بازکردن فروشگاه می‌کند، از بازی او انتقاد می‌کند و در نهایت بازی را خراب می‌کند.
وقتی دانته می‌فهمد یکی از دوست‌دختران سابقش به‌نام جولی دوایر مرده، همراه رندال به مراسم یادبود او می‌رود. این بازدید فاجعه‌بار از کار درمی‌آید و آن‌ها از خانهٔ مراسم فرار می‌کنند؛ گفت‌وگویشان هنگام بازگشت به فروشگاه نشان می‌دهد که رندال به‌طور تصادفی تابوت جولی را واژگون کرده‌است.
دو تن از هم‌کلاسی‌های قدیمی دانته، ریک دری‌س و هدر جونز، به او می‌گویند که همهٔ هم‌کلاسی‌هایشان از خیانت‌های کایتلین خبر داشته‌اند، جز او؛ و اینکه خود ریک هم با کایتلین رابطهٔ جنسی داشته‌است. نمایندهٔ ادارهٔ بهداشت گفت‌وگوی آن‌ها را قطع می‌کند و از دانته در مورد مکان حضورش در ساعاتی پیش بازجویی کرده و او را به پرداخت ۵۰۰ دلار جریمه محکوم می‌کند، به‌خاطر فروش سیگار به کودکی چهار ساله؛ در حالی که در واقع رندال این کار را کرده بود.
پس از آن، کایتلین که نامزدی‌اش را به‌هم زده وارد فروشگاه می‌شود. دانته که میان او و ورونیکا مردد مانده، تصمیم می‌گیرد با کایتلین قرار بگذارد و به خانه می‌رود تا آماده شود. با این حال، رخدادی در دستشویی فروشگاه باعث می‌شود که کایتلین به حالت خشک‌زدگی دچار شود: در تاریکی، او با کسی که فکر می‌کرد دانته است رابطهٔ جنسی برقرار می‌کند، اما آن مرد در واقع مشتری سالخورده‌ای بود که حین خودارضایی با مجله‌ای مستهجن که دانته پیش‌تر به او داده بود، دچار سکتهٔ قلبی شده و مرده بود. کایتلین را همراه با جسد در آمبولانس منتقل می‌کنند.
جی و باب ساکت وارد فروشگاه کوییک‌استاپ می‌شوند تا دزدی کنند و بی‌نتیجه از دانته دعوت می‌کنند تا پس از پایان کار با آن‌ها مهمانی بگیرد. باب ساکت که از مشکلات دانته آگاه است، به‌اختصار اظهار می‌کند که دانته در واقع عاشق ورونیکاست. اما رندال فاش می‌کند که ماجراهای قبلی را به ورونیکا گفته‌است، و او با خشم و درام بسیار، دانته را ترک می‌کند. دانته خشمگین می‌شود و با رندال گلاویز می‌شود، که به تخریب فروشگاه می‌انجامد.
پس از لحظه‌ای کوتاه اما تعیین‌کننده از روشنگری، دانته به رندال پرخاش می‌کند و او را مقصر تمام وقایع روز می‌داند و باز هم تکرار می‌کند: «اصلاً قرار نبود امروز اینجا باشم!» رندال با عصبانیت به او می‌تازد و یادآوری می‌کند که خودش بارها پستش را ترک کرده، با این‌حال آمده سر کار و می‌توانست هر لحظه آنجا را ترک کند اما نرفت. او اضافه می‌کند که هیچ‌کدامشان به آن اندازه که تصور می‌کنند پیشرفته نیستند، وگرنه در چنین شغل‌های پَستی گیر نمی‌افتادند. در نهایت، آن دو آشتی می‌کنند و فروشگاه را تمیز می‌کنند. دانته تصمیم می‌گیرد فردا را مرخصی بگیرد تا به عیادت کایتلین در بیمارستان برود و برای آشتی با ورونیکا تلاش کند. پیش از رفتن، رندال تابلو واکس‌خوردهٔ «باز هستیم» دانته را به‌سمت او پرتاب می‌کند و اعلام می‌کند: «بسته‌ای!»